# Tràm Chim (xã)
Tràm Chim là một xã thuộc tỉnh Đồng Tháp, Việt Nam.

## Địa lý
Xã Tràm Chim có vị trí địa lý:
- Phía đông giáp xã Phú Cường.
- Phía tây giáp xã Tam Nông và Phú Thọ.
- Phía nam giáp xã Thanh Bình.
- Phía bắc giáp xã An Phước.

Xã Tràm Chim có diện tích 90,23 km², dân số năm 2025 là 22.725 người, mật độ dân số đạt 251 người/km²..

## Lịch sử
Nghị định số 69/NĐ-CP ngày 11/7/1994 thành lập thị trấn Tràm Chim trên cơ sở tách một phần diện tích và dân số của xã Tân Công Sính.
Trước ngày 16 tháng 6 năm 2025, Tràm Chim là thị trấn huyện lỵ của huyện Tam Nông, tỉnh Đồng Tháp.
Ngày 16 tháng 6 năm 2025, Ủy ban Thường vụ Quốc hội Việt Nam ban hành Nghị quyết 1663/NQ-UBTVQH15 về việc sắp xếp các đơn vị hành chính cấp xã của tỉnh Đồng Tháp. Theo đó, hợp nhất các xã: Tân Công Chí và Tràm Chim để thành lập xã mới lấy tên là Xã Tràm Chim. Nghị quyết có hiệu lực từ ngày 1 tháng 7 năm 2025.

## Hành chính
Thị trấn Tràm Chim được chia thành 5 khóm: 1, 2, 3, 4, 5.

## Ảnh

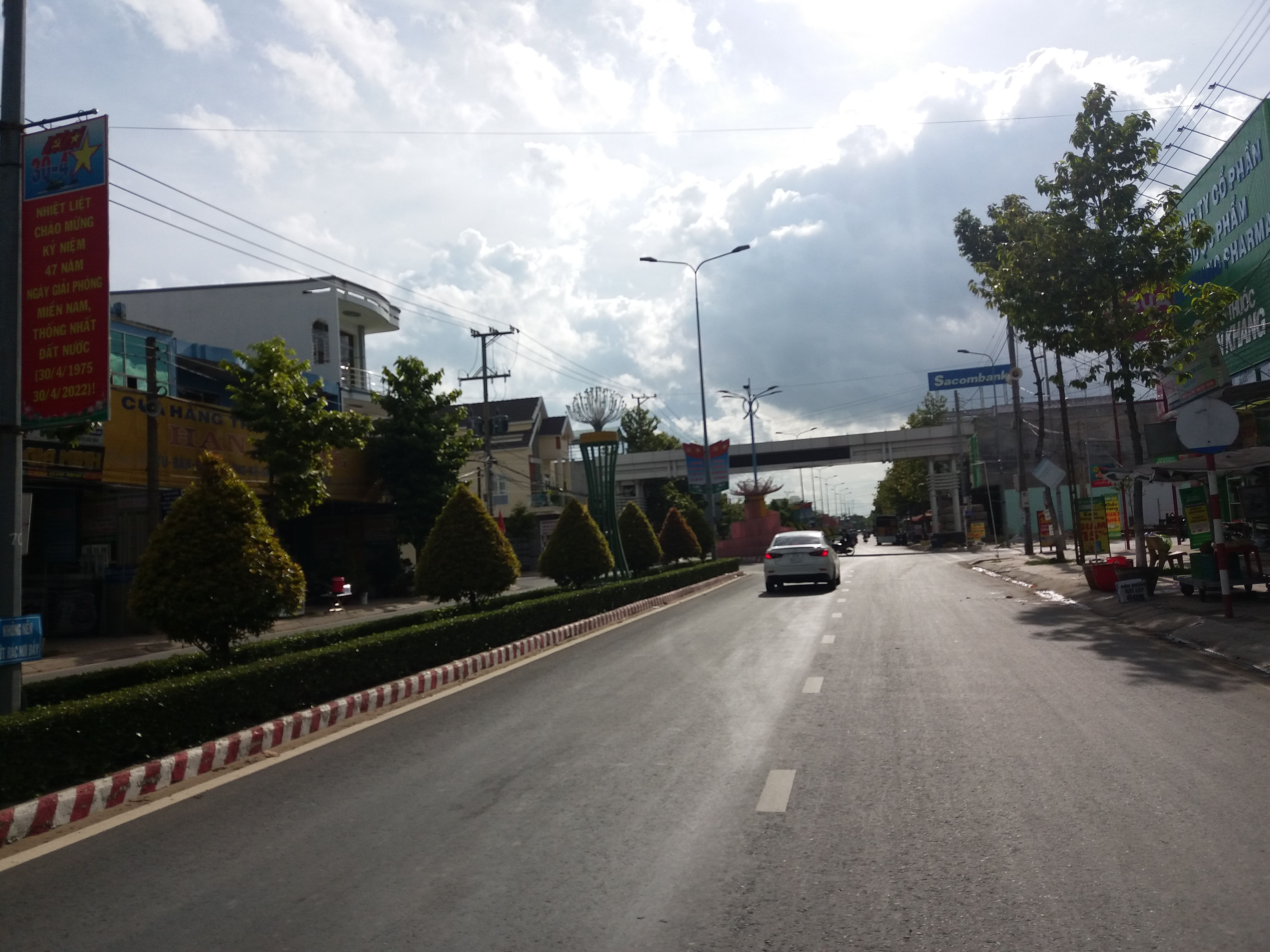
Một con đường ở xã Tràm Chim.